# Gillis Backereel
Pour les articles homonymes, voir Backereel.
Gilles Backereel ou Gillis Backereel (Anvers, 1572 ou vers 1610/1612 - entre 1654 et 1662) est un peintre flamand de sujets historiques.
Il a été principalement actif à Anvers, où il a produit des peintures destinées aux églises.

## Biographie
Les détails sur la vie de Gillis Backereel sont vagues et contestés. La tradition voulait qu'il soit né à Anvers en 1572 ou à la fin du XVIe siècle. Il est plus probable qu'il soit né vers 1610-1612, car l'artiste est enregistré à Rome comme ayant 24 ans en 1634 et en 1636. Il est possible que les dates de naissance de deux artistes portant le même nom, qui sont peut-être des parents de générations différentes (père et fils ?), aient été confondues. L'historien de l'art néerlandais Godefridus Johannes Hoogewerff a identifié un « Egidio de Bacchare » qui habitait Strada Paolina à Rome et qui était enterré dans le cimetière de Campo Santo le 7 septembre 1626 avec Gillis Backereel. Il est possible que cet Egidio soit l'aîné des artistes homonymes.
On ignore tout de sa formation, en revanche, on sait qu'il a voyagé en Italie, et qu'il a résidé à Rome. Les dates sont incertaines : certaines sources évoquent une période antérieure à 1630, mais les plus communément admises donnent comme période les années 1634-1642,,.
Il a un frère, Willem Backereel, peintre de paysages, qui est parti, lui, très tôt à Rome, où il meurt dans son jeune âge. C'est peut-être ce décès, qui, en 1629, pousse Gillis à revenir à Anvers. Ce Willem était peut-être un parent de l'aîné Gillis Backereel (né en 1572) plutôt que du Gillis Backereel dont il est question dans cet article. Gillis Backereel devient franc-maître dans la guilde de Saint-Luc d'Anvers en 1630. Arnold Houbraken rapporte que la famille Backereel a produit un certain nombre d'artistes et Joachim von Sandrart mentionne sept ou huit membres qu'il aurait connus personnellement. Gillis est l'un des trois seuls membres de cette famille pour lesquels l'on dispose de documents ; les deux autres sont Willem et Jacques.
En 1651, il emploie dans son atelier quatre apprentis dont Dominicus de Beselaer l'Ancien et François de Hase,. Ce dernier est employé bien qu'il n'ait pas reçu de salaire pendant sa formation. Un certain François de Crayer a également été l'élève de Backereel.
La date de mort de Gillis Backereel est inconnue, mais on suppose qu'elle a eu lieu entre 1654 et 1662.

## Œuvre
Peu d'œuvres de Backereel ont été préservées. Influencées par Annibale Carracci, elles dépeignent des sujets religieux, mythologiques ou historiques.
Son Adoration des bergers et son Apparition de saint Félix sont conservés dans les musées royaux des beaux-arts de Belgique à Bruxelles et son Héro pleure la mort de Léandre est conservé par le Kunsthistorisches Museum de Vienne.
Backereel a fourni le dessin pour une gravure de Wenceslas Hollar représentant Bruno le Chartreux (1649).
Certains catalogues antérieurs à 1845, établissent que Gillis a travaillé sur le fond paysagé du Saint Antoine de Padoue portant l'Enfant Jésus et le Saint Sacrement peint par Willem en Italie.

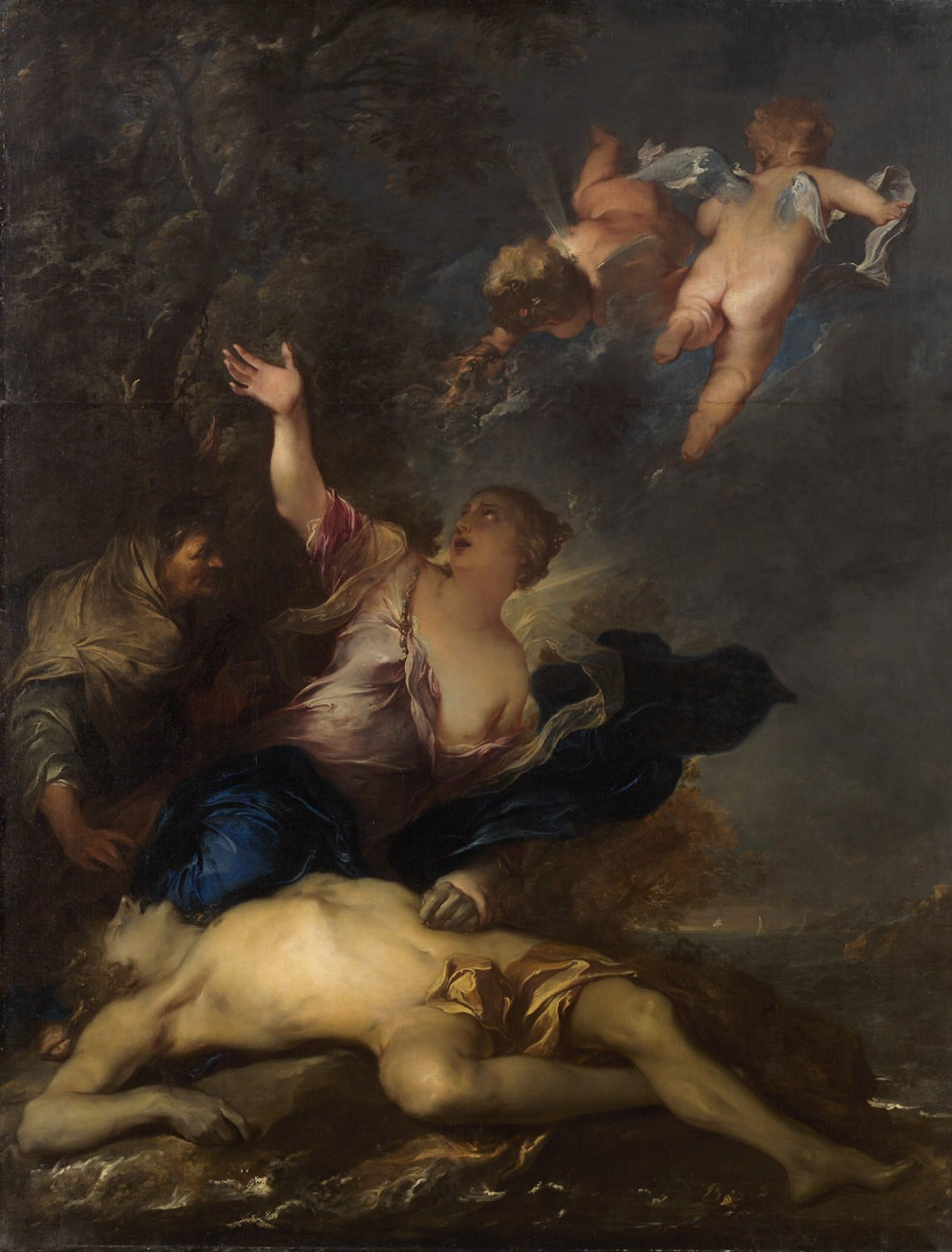
Héro pleure la mort de Léandre, Kunsthistorisches Museum à Vienne.
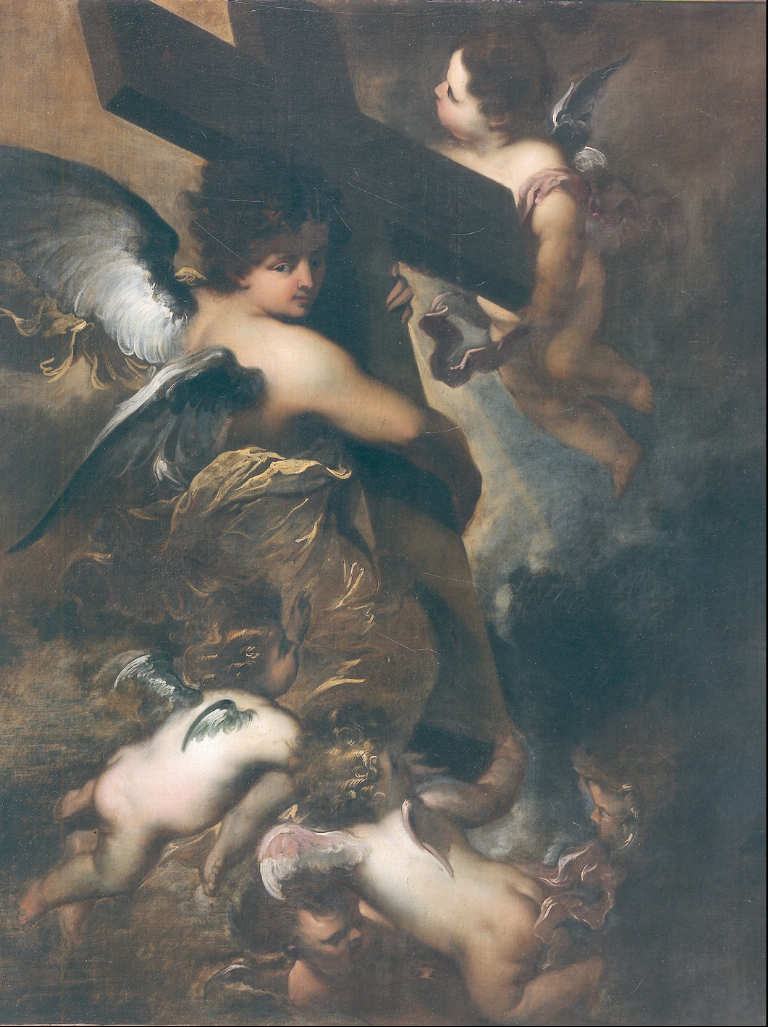
Anges avec la Croix
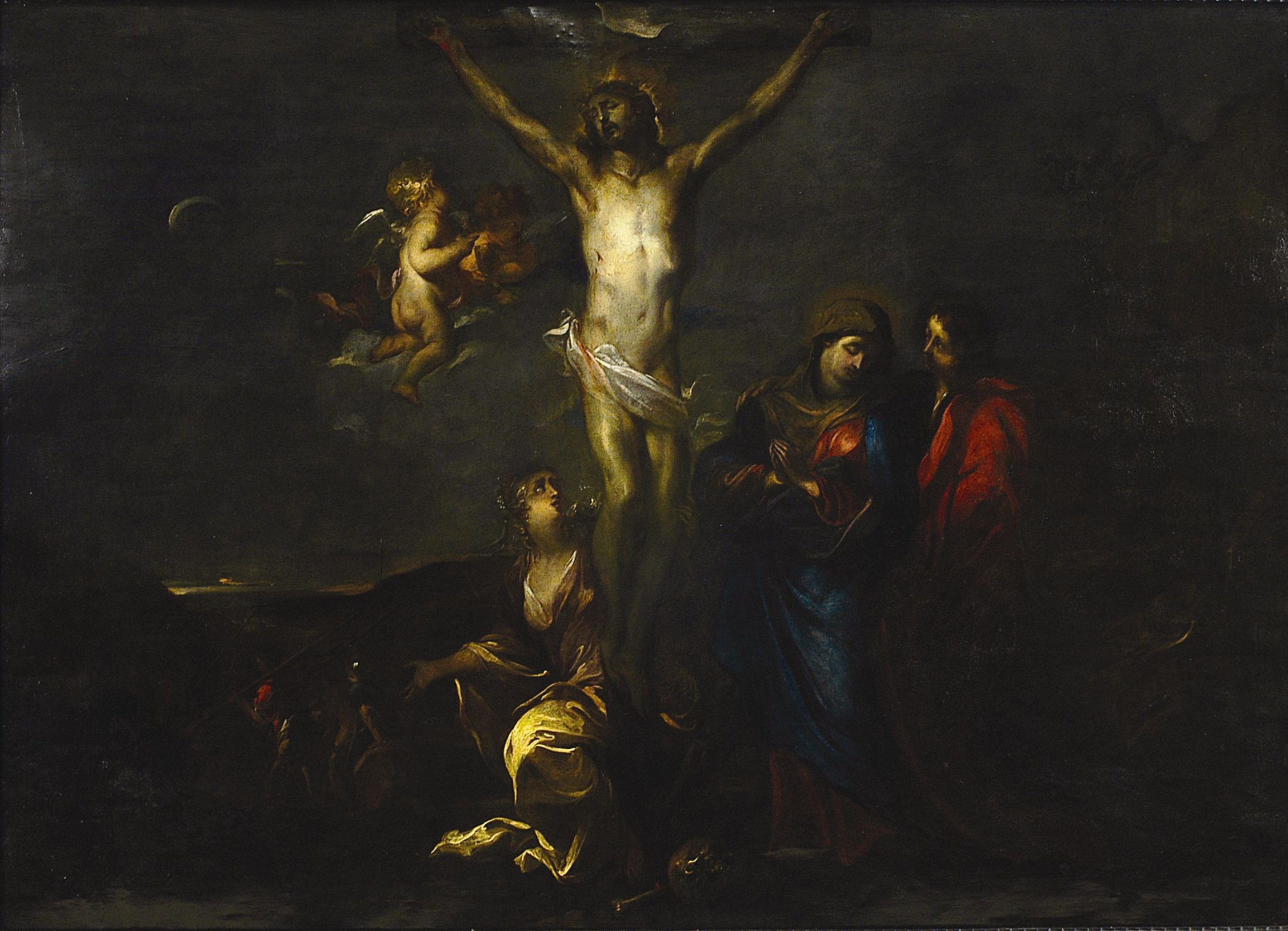
La crucifixion
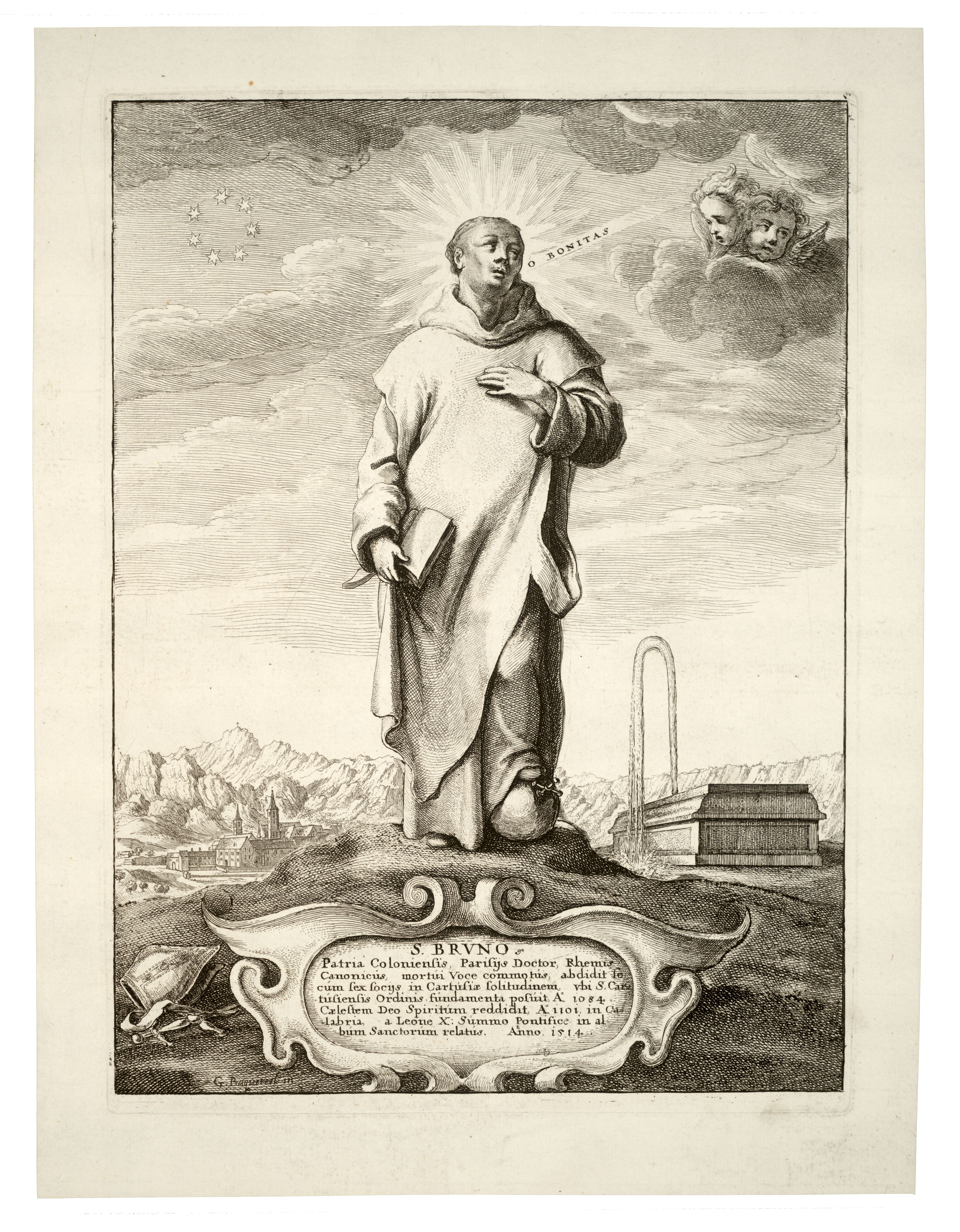
Gravure de Wenceslas Hollar d'après Backereel